# Fregio di Palazzo Stoclet
Il Fregio di Palazzo Stoclet è un mosaico realizzato da Gustav Klimt tra il 1905 e il 1909 per il Palazzo Stoclet, a Bruxelles. I suoi cartoni preparatori sono oggi esposti al Museum für angewandte Kunst di Vienna.

## Storia
Nel 1904 l'industriale Adolphe Stoclet affidò, senza porre alcun limite di spesa, la realizzazione della sua residenza a Bruxelles alla Wiener Werkstätte. In particolare commissionò: 
- All'architetto Josef Hoffmann la progettazione della volumetria dell'edificio
- A Klimt la realizzazione di un fregio decorativo per la sala da pranzo.

La Wiener Werkstätte aveva il compito di realizzare l'intero progetto, dalla volumetria propria dell'edificio alle decorazioni, dall'arredamento alle suppellettili.
Tutto questo aveva come scopo il raggiungimento della «totalità sublime», ovvero un'opera d'arte totale con completa consonanza fra i vari elementi dell'opera artistica, quindi una fusione fra architettura, pittura e arti applicate.
L'opera riuscì a tal punto che lo stesso Stoclet la definì «la casa più perfetta del mondo».
I cartoni preparatori furono acquistati da Otto Primavesi e, dopo la morte di Klimt, furono esposti al Museum für angewandte Kunst di Vienna.

## Descrizione
Klimt, designato realizzatore del fregio decorativo previsto per la sala da pranzo dell'abitazione Stoclet, si buttò a capofitto nella realizzazione dell'opera commissionatagli, che rappresenta uno dei suoi capolavori del “periodo d'oro”.
Klimt prese talmente a cuore la commissione che non si limitò alla definizione dei cartoni preparatori, ma decise di collaborare in prima persona al progetto a fianco degli artigiani.
Mai come in quest'opera Klimt fece uso della tecnica musiva, arte appresa soprattutto durante i viaggi a Ravenna.
L'artista optò per un mosaico in cui predominavano le forme geometriche, motivo che doveva riprendere l'intera struttura.
Il fregio, che occupa i due lati più lunghi dalla sala rettangolare e che si allaccia alla parete più stretta tramite un mosaico realizzato da motivi astratto-geometrici, è formato da un totale di quindici pannelli.
Il mosaico, eseguito su un fondo di marmo bianco, è sfarzosamente decorato da elementi di rame, argento, mosaico d'oro, pietra dura, corallo e maiolica colorata.
Nella rappresentazione vengono meno le «forze avverse» che avevano caratterizzato il Fregio di Beethoven. Non poteva esserci posto per presenze ostili in una così perfetta realizzazione dell’arte totale secessionista, obiettivo giunto a compimento soprattutto grazie alla decisione dello stesso Stoclet di non porre limiti di spesa.
Per la realizzazione del mosaico dei due lati più lunghi, Klimt progettò cartoni di sette metri ciascuno, nei quali il protagonista era l'Albero della vita. All'interno dell'Albero trovano posto anche le figure dell'Attesa e dell'Abbraccio.
È presente anche la rappresentazione della morte, attrice inevitabile del ciclo vitale, personificata nel rapace nero posato su un ramo.
Nelle rappresentazioni dell'Attesa e dell'Abbraccio si assiste alla perfetta realizzazione dello stile delle opere del “periodo d'oro” di Klimt. Le due rappresentazioni presentano infatti un forte contrasto tra il realismo dei volti e degli arti e l'astrattismo dei corpi, caratterizzato dalla bidimensionalità e da una serie di disegni geometrici e astratti.
I motivi utilizzati per la decorazione delle vesti dei personaggi attingono a un repertorio decisamente vario. Oltre alle figure geometriche possiamo infatti trovare rappresentazioni di animali o del mondo vegetale e richiami alla simbologia religiosa orientale, tema da cui è ripreso il motivo dell'occhio egizio.
Non c'è comunicazione fra i tre personaggi della rappresentazione. Lo sguardo dell'Attesa, volto verso la coppia di amanti, corre parallelamente ai margini del fregio. La coppia abbracciata invece appartiene a uno scenario indipendente; l'uomo, che dà le spalle allo spettatore, ha la testa completamente abbandonata dietro quella dell'amata, la quale invece ha gli occhi chiusi. 
Lo scenario pone i soggetti del fregio e l'osservatore su due piani distinti: l'unico contatto fra le due parti viene stabilito attraverso gli innumerevoli occhi germogliati dall'albero e inseriti nelle vesti dei personaggi. Questo fa in modo che l'osservatore sembri scrutato dal mosaico attraverso mille occhi.
I cartoni preliminari sono un esempio tipico del metodo di lavoro di Klimt, che realizzava i suoi bozzetti con la precisione di un'opera d'arte finita. Per la realizzazione dei preliminari utilizzò colori a tempera, acquerello, matite e gessetti, e impreziosì il tutto con applicazioni in oro e argento.
Vi erano inoltre numerose annotazioni scritte di pugno dall'artista nelle quali veniva descritto con precisione come dovevano essere realizzati i vari elementi del fregio.

### L'Albero della vita

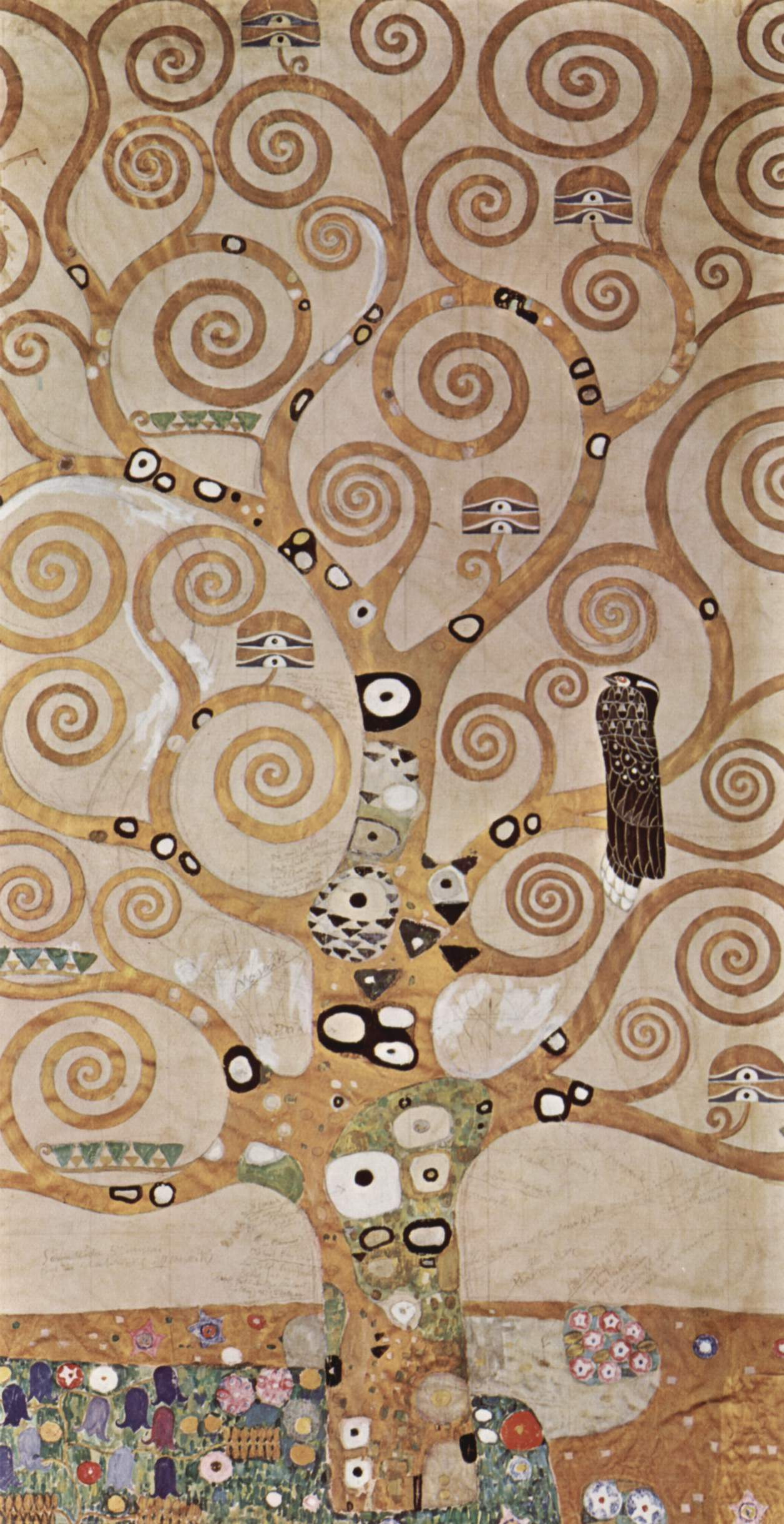
Particolare del Fregio di Palazzo Stoclet, L’Albero della vita

Motivo centrale del fregio, l'Albero della vita diffonde i suoi elegantissimi e spiraleggianti rami sull'intera superficie delle due pareti più lunghe.
Tra i rami dell'albero spiccano numerosi elementi ornamentali, tra i quali svariati fiori caratteristici per la loro forma a occhi egizi.
L'Albero della vita, che rappresenta la salvezza giunta ai pagani dopo l'apocalisse, è il simbolo dell'età dell'oro e richiama ancora una volta un tema molto ricorrente nelle opere di Klimt: il ciclo della vita, nonché delle stagioni, e il ciclo ininterrotto che conduce dalla morte alla rinascita.

Viene anche interpretato come albero della conoscenza che conduce nel Giardino dell'Eden; Josef Hoffmann lo descrive come: 
L'albero è quindi l'asse portante dell'intera rappresentazione al cui interno sono incastonate le altre figure appartenenti al fregio, l'Attesa e l'Abbraccio.

### L'Attesa

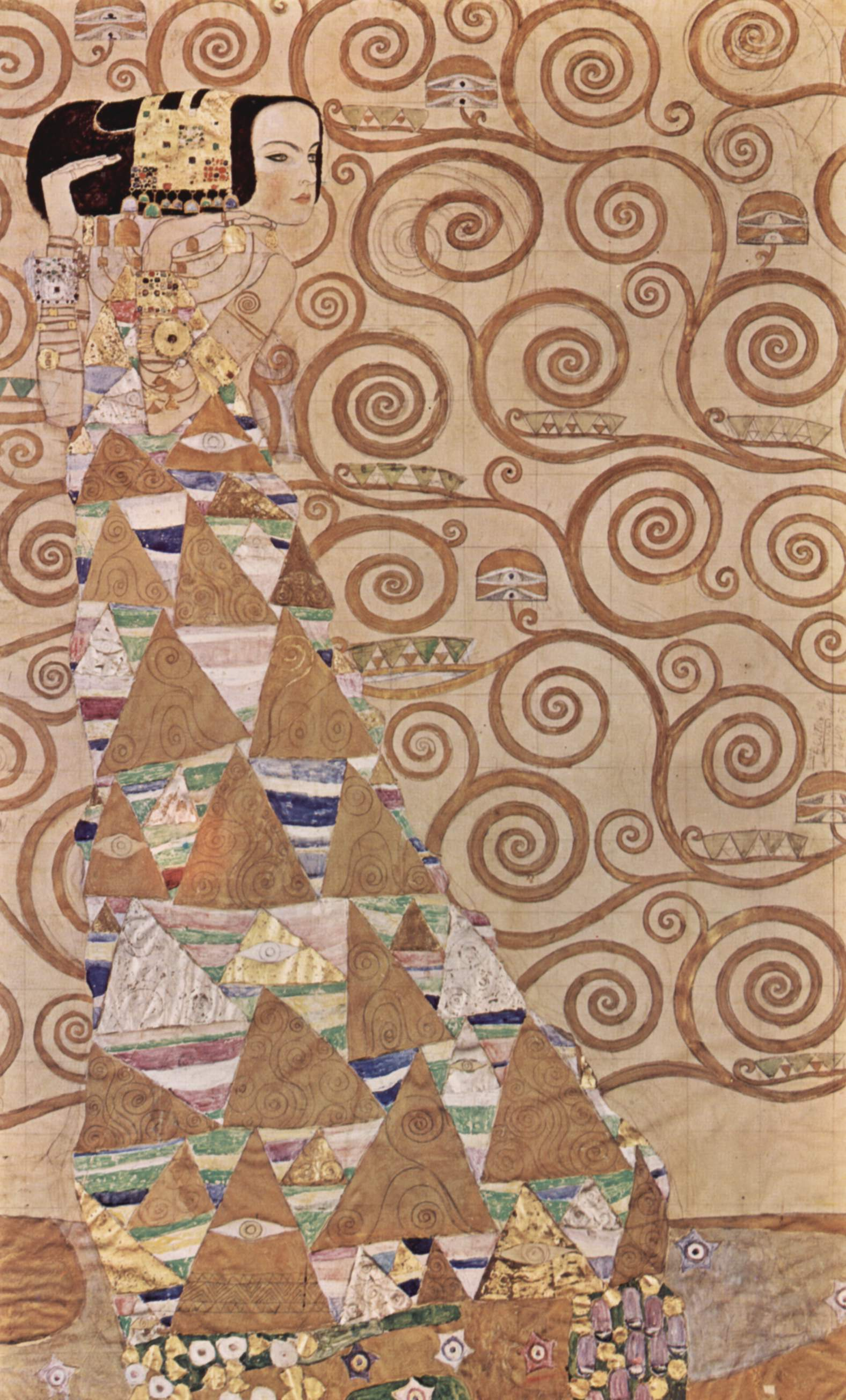
Particolare del Fregio di Palazzo Stoclet, L’Attesa

L’Attesa viene rappresentata con la figura di una danzatrice dai tratti egiziani.
La danzatrice, dal taglio degli occhi allungato, è raffigurata con il volto di profilo.
Klimt nelle sue opere affida alle mani sempre posizioni particolari; in questo caso sono dotate di un movimento danzante e sono orientate nella stessa direzione in cui volge lo sguardo della ragazza.
La veste di cui l'Attesa è abbigliata ha la forma di un grande triangolo che non lascia trasparire l'anatomia del corpo sottostante.
La stoffa della veste riecheggia la decorazione dello sfondo: è composta da grandi triangoli decorati al loro interno da riccioli dorati e occhi stilizzati, ai quali si alternano triangoli decorati a fasce orizzontali campite di colori differenti.
La danzatrice viene percepita come una figura glaciale; proprio per questo nella sua veste prevalgono le forme geometriche che contribuiscono a trasmettere rigidità.
Tutto diventa decorazione: la danzatrice stessa diventa un pezzo del fregio. Non c'è differenza fra il primo piano, in cui sono collocati gli attori del mosaico, e lo sfondo.

### Il compimento

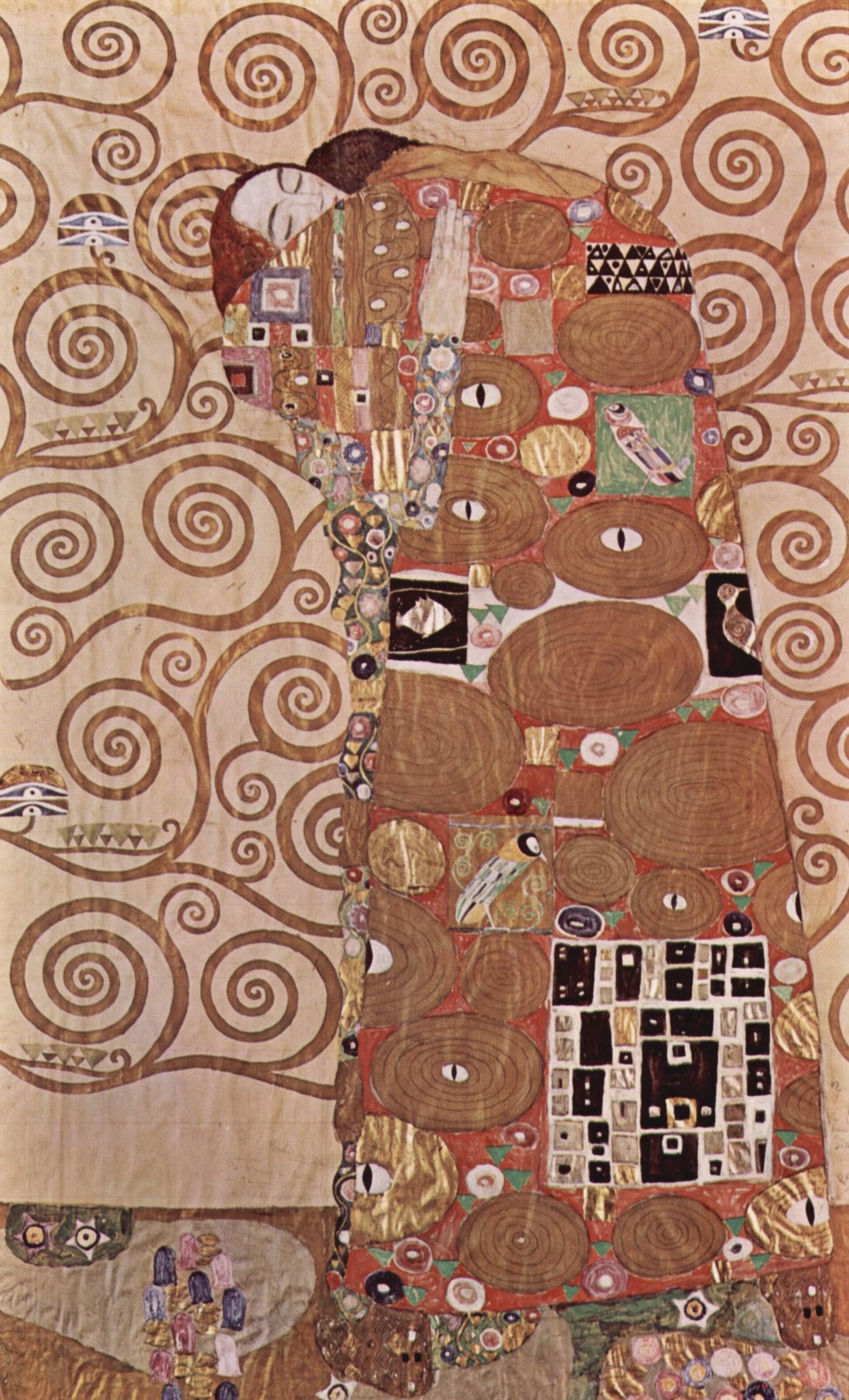
Particolare del Fregio di Palazzo Stoclet, L’Abbraccio

Il compimento dell'opera è rappresentato da una coppia di amanti stretti in un profondo abbraccio.
La rappresentazione è pensata in opposizione all'immagine dell'Attesa. Infatti, mentre questa appariva caratterizzata da un aspetto glaciale, l'uomo e la donna sono colti in un momento di completa serenità e realizzazione.
A differenza della veste della danzatrice, realizzata attraverso l'accostamento di forme geometriche, gli abiti dei due amanti sono composti da cerchi e decorazioni fitomorfe.
Questa raffigurazione può essere letta come una rielaborazione dell'analoga immagine presente nel Fregio di Beethoven. In quest'ultimo il rapporto della coppia era ancora teso; nella rappresentazione per Palazzo Stoclet assistiamo invece a un completo ricongiungimento e a una ritrovata felicità.
I due amanti sembrano al sicuro da minacce esterne, come se niente e nessuno potesse disturbare la loro unione che passa dal carnale allo spirituale.

### Il Cavaliere

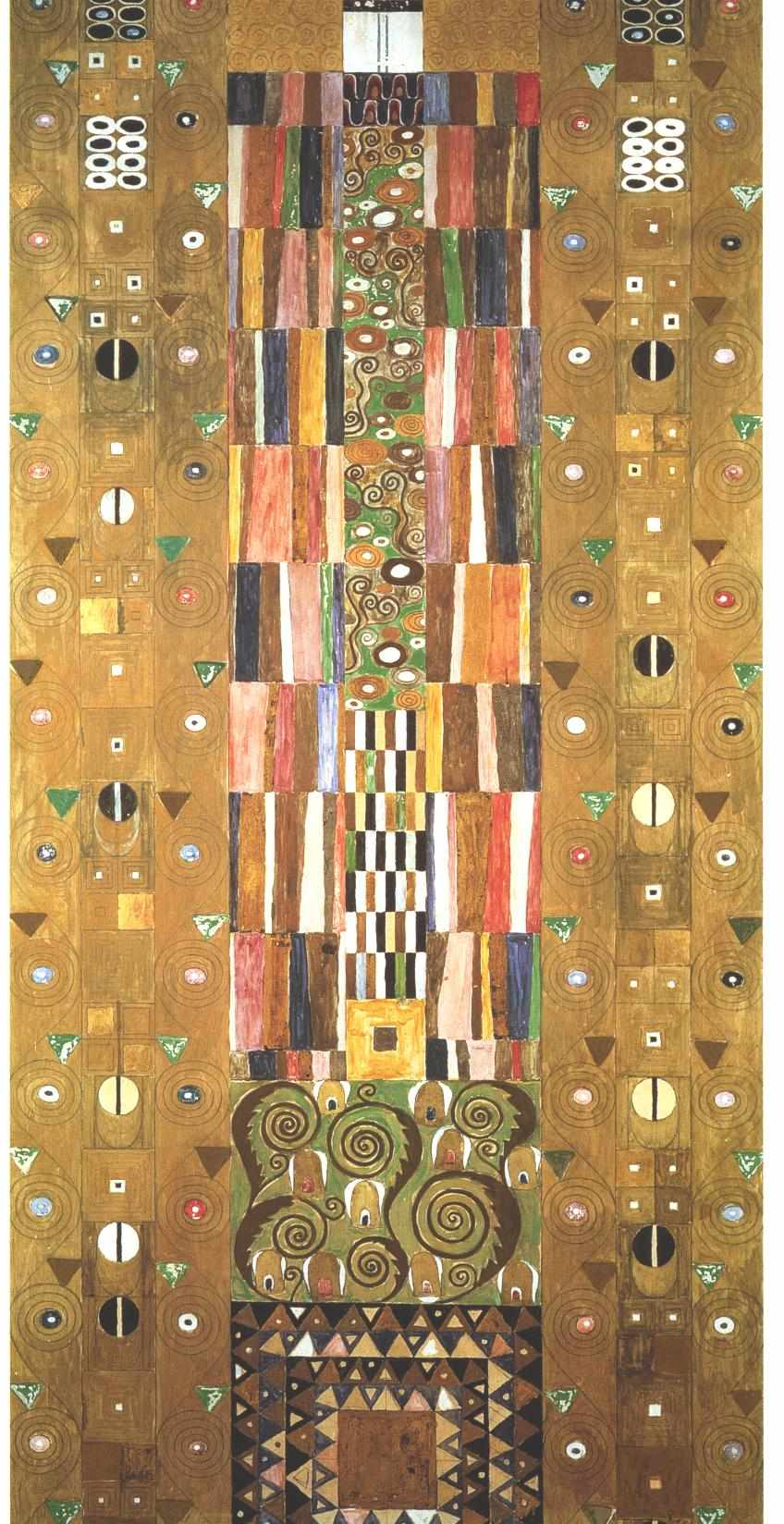
Particolare del Fregio di Palazzo Stoclet, Il cavaliere

Per molto tempo il fregio ospitato dal lato corto della sala da pranzo è stato interpretato semplicemente come un astratto motivo decorativo.
In realtà lo stesso Klimt, in una cartolina all'amica Emilie Flöge inviata il 18 maggio 1914, dichiara che si tratta in realtà di una versione molto stilizzata del cavaliere presente nel Fregio di Beethoven.
A differenza della versione precedente, stavolta il cavaliere veste un elmo bianco e un mantello policromo.
Il mantello del misterioso cavaliere viene realizzato attraverso una serie di rettangoli, classica figura geometrica utilizzata da Klimt per la rappresentazione dell'elemento maschile.
Il cavaliere svolge la funzione di custode dell'eterno «giardino dell'arte e dell'amore» e, una volta sconfitte le crudeli forze esterne, farà ritorno all'interno del giardino e coronerà il sogno d'amore con l'amata nel profondo abbraccio sopra descritto.
È quindi soprattutto grazie a lui che la coppia di amanti può sentirsi al sicuro da minacce esterne.